# Grosser Literaturpreis von Stadt und Kanton Bern
Der Grosse Literaturpreis von Stadt und Kanton Bern wird seit 2010 von einer Fachjury aus den Literaturkommissionen von Stadt und Kanton Bern verliehen. Der Preis wird voraussichtlich alle vier Jahre vergeben und ist mit 30.000 Franken dotiert (Stand 2018). Er löst damit den Grossen Literaturpreis des Kantons Bern ab.

## Hintergrund
Der Grosse Literaturpreis von Stadt und Kanton Bern soll „ein herausragendes literarisches Gesamtwerk mit starker Verbundenheit mit Stadt und Kanton Bern“ ehren. Er wird von einer Fachjury aus Mitgliedern der städtischen und der kantonalen Literaturkommission verliehen und ist „Teil einer koordinierten und kohärenten Förderungspolitik in der Sparte Literatur von Stadt und Kanton: Während die kantonale Literaturkommission jährlich Buchpreise vergibt, unterstützt die städtische Kommission Schriftstellerinnen und Schriftsteller mittels Stipendien an der Weiterarbeit an ihrem literarischen Werk“. Dies  geschieht auch weiterhin parallel durch den Berner Literaturpreis, verliehen von der Stadt Bern. Der bis 2010 verliehene Grosse Literaturpreis des Kantons Bern wird durch den neuen Preis abgelöst bzw. erweitert. Er wurde periodisch von einer Fachjury der kantonalen deutschsprachigen Literaturkommission des Kantons Bern verliehen und war mit 25'000 Franken dotiert. Auch er galt „als Zeichen der Wertschätzung und Anerkennung für das literarische Gesamtwerk von herausragenden Berner Literaturschaffenden“, die „im Kanton Bern wohnen und arbeiten, hier heimatberechtigt sind oder lange Zeit im Kanton Bern gelebt und Spuren hinterlassen haben“.
Nach wie vor entscheidet die Fachjury autonom über die Preisvergabe – eine Bewerbung oder Empfehlung von Literaturschaffenden ist nicht möglich.

## Preisträger

### Grosser Literaturpreis des Kantons Bern
Liste der Preisträger seit 1981
- 1981 Gerhard Meier
- 1986 Walter Vogt
- 1990 Erica Pedretti
- 1994 Rolf Geissbühler und Paul Nizon
- 1998 Felix Philipp Ingold und Laure Wyss
- 2001 Jürg Laederach
- 2005 Ibrahim al-Koni (20'000 Franken) und Hartmut Fähndrich (5'000 Franken Anerkennungspreis für die Übersetzung al-Konis)

### Grosser Literaturpreis von Stadt und Kanton Bern
- 2010 Lukas Hartmann[5]
- 2014 Matthias Zschokke
- 2018 Christoph Geiser
- 2021 Bernard Comment[6]
- 2022 Ariane von Graffenried